# Потоси (департамент)
Потоси́ (исп. Potosí) — департамент, расположен на юго-западе Боливии.
Площадь — 118 218 км². Население 788 406 жителей (2010). Административный центр — город Потоси. Значительная часть территории департамента — гористая местность. В Потоси находится высохшее соляное озеро Солончак Уюни. Департамент Потоси был самой зажиточной провинцией Испанской империи, благодаря добыче серебра, которое отправлялось в Европу. В Потоси кроме серебра, добывается цинк и свинец. Свинцовые рудники разрабатывались американской компанией Apex Mines Limited и в ноябре 2008 года были проданы японской компании Sumitomo Corporation.

## Демография
| Население 1976—2001 годов | Население 1976—2001 годов | Население 1976—2001 годов     | Население 1976—2001 годов |
| Перепись                  | Население Боливии         | Население департамента Потоси | %                         |
| ------------------------- | ------------------------- | ----------------------------- | ------------------------- |
| 1976                      | 4 613 419                 | 657 533                       | 14,25                     |
| 1992                      | 6 420 792                 | 645 889                       | 10,06                     |
| 2001                      | 8 274 325                 | 709 013                       | 8,57                      |

Переписи населения, проведённые за последние 40 лет, показывают, что население департамента Потоси снизилось относительно общенационального показателя. В 1976 году население Боливии составляло 4 613 419 человек, из которых 657 533 проживали в департаменте Потоси, что эквивалентно чуть более 14 % от общего населения. Эта доля сократилась до 10 % в 1992 году и до 8,5 % в 2001. Бедность и отсутствие работы для тысяч людей толкнули их искать лучшей доли в других департаментах и в Аргентине.
Население распределено неравномерно. Большая часть населения проживает в восточной части департамента, на меньшей высоте и с более благоприятными климатическими условиями. В холодных и негостеприимных муниципалитетах провинций Даниэль-Кампос, Нор-Липес, Суд-Липес, Энрике-Балдивиесо, хотя они занимают 48,7 % территории департамента, проживает 3,24 % от общей численности населения департамента Потоси.

## Административное деление
Департамент Потоси делится на 16 провинций и около 40 муниципалитетов.
|    |                    |
| №  | Провинция          |
| 1  | Алонсо-де-Ибаньес  |
| 2  | Бернардино-Бильбао |
| 3  | Чаркас             |
| 4  | Рафаэль-Бустильо   |
| 5  | Чайянта            |
| 6  | Томас-Фриас        |
| 7  | Корнелио-Сааведра  |
| 8  | Хосе-Мария-Линарес |
| 9  | Нор-Чичас          |
| 10 | Суд-Чичас          |
| 11 | Модесто-Омисте     |
| 12 | Антонио-Кихарро    |
| 13 | Даниэль-Кампос     |
| 14 | Нор-Липес          |
| 15 | Энрике-Бальдивиесо |
| 16 | Суд-Липес          |

| № на карте | Провинция                               | Административный центр                              | Площадь, км² | Население, чел. (2010) |
| ---------- | --------------------------------------- | --------------------------------------------------- | ------------ | ---------------------- |
| 1          | Алонсо-де-Ибаньес (Alonso de Ibáñez)    | Сакака (Sacaca)                                     | 2170         | 32 714                 |
| 2          | Бернардино-Бильбао (Bernardino Bilbao)  | Арампампа (Arampampa)                               | 640          | 5566                   |
| 3          | Чаркас (Charcas)                        | Сан-Педро-де-Буэна-Виста (San Pedro de Buena Vista) | 2964         | 46 510                 |
| 4          | Рафаэль-Бустильо (Rafael Bustillo)      | Ункия (Uncía)                                       | 2235         | 75 506                 |
| 5          | Чайянта (Chayanta)                      | Колькечака (Colquechaca)                            | 7026         | 110 886                |
| 6          | Томас-Фриас (Tomás Frías)               | Потоси (Potosí)                                     | 3420         | 210 810                |
| 7          | Корнелио-Сааведра (Cornelio Saavedra)   | Бетансос (Betanzos)                                 | 2375         | 65 550                 |
| 8          | Хосе-Мария-Линарес (José María Linares) | Пуна (Puna)                                         | 5136         | 50 699                 |
| 9          | Нор-Чичас (Nor Chichas)                 | Сантьяго-де-Котагаита (Santiago de Cotagaita)       | 8979         | 32 997                 |
| 10         | Суд-Чичас (Sud Chichas)                 | Туписа (Tupiza)                                     | 8516         | 44 287                 |
| 11         | Модесто-Омисте (Modesto Omiste)         | Вильясон (Villazón)                                 | 2260         | 41 452                 |
| 12         | Антонио-Кихарро (Antonio Quijarro)      | Уюни (Uyuni)                                        | 14 890       | 39 184                 |
| 13         | Даниэль-Кампос (Daniel Campos)          | Льика (Llica)                                       | 12 106       | 11 330                 |
| 14         | Нор-Липес (Nor Lípez)                   | Кольча-К (Colcha K)                                 | 20 892       | 13 089                 |
| 15         | Энрике-Бальдивиесо (Enrique Baldivieso) | Сан-Агустин (San Agustín)                           | 2254         | 2045                   |
| 16         | Суд-Липес (Sud Lípez)                   | Сан-Пабло-де-Липес (San Pablo de Lípez)             | 22 355       | 5780                   |

## Экономика
Горнодобывающая промышленность является основным видом экономической деятельности в Потоси. Хотя серебряные месторождения довольно известны в регионе и в будущем будут полностью исчерпаны, в департаменте есть много других природных богатств. Месторождения сурьмы, свинца, цинка, висмута, вольфрама, серы, хлористого натрия, лития, меди, золота и, возможно, урана. Были предприняты попытки разработки различных металлов, из которых наиболее важным был проект Karachipampa, но не получили промышленного значения.
Некоторые шахты находятся в ведении иностранных компаний. Например шахта Сан-Кристобаль, добывающая серебро, цинк и свинец, разрабатывалась компанией Apex Mines Limited (США), которая продала шахту японской корпорации Sumitomo Corporation в ноябре 2008 года.
В последние годы глава департамента возлагает большие надежды на строительство производства по добыче лития, значительные запасы которого присутствуют в солончаке Уюни. Этот минерал используется в производстве батарей и мобильных телефонов.
| Образцы различных горных пород и минералов, полученных из шахты Siglo XX в городе Лиаллагуа в провинции Рафаэль-Бустильо |            |            |            |            |
| |            |            |            |            |
| Кварц | Воксит     | Висмут     | Вавеллит   | Медь       |
| |            |            |            |            |
| Вюрцит | Паравоксит | Монацит    | Паравоксит | Метавоксит |
| |            |            |            |            |
| Воксит | Паравоксит | Воксит     | Воксит     | Касситерит |
| |            |            |            |            |
| Воксит-Паравоксит | Монацит    | Метавоксит | Серебро    | Серебро    |
| |            |            |            |            |
| Антимонит | Паравоксит | Кварц      | Вавеллит   | Пирит      |

## Достопримечательности
- Солончак Уюни
  - Остров Инкауаси
  - Остров Пескадо[исп.]
  - Сьюдад-дель-Энканто
  - Валье-де-лос-мачос